# جير
الجير صنف من المواد الكيميائية معدنية هي أكسيد الكالسيوم. وأهم صنفيها الجير الحي أو غير المطفأ، والجير المطفأ الناتج عن تأثير الماء فيه (ومحلوله المشبع يسمى ماء الجير). أما الجير الغث فيحتوي شوائب ولا ينطفئ بسهولة.
يصنع منذ القديم، بشكل تقليدي، في أفران جير، وبعد ذلك، مع التطور الصناعي في أفران عصرية. يستعمل في مجالي صباغة المنازل وفي الفلاحة من أجل تحسين جودة التربة.

## تحضير الجير والمعالات الكيميائية

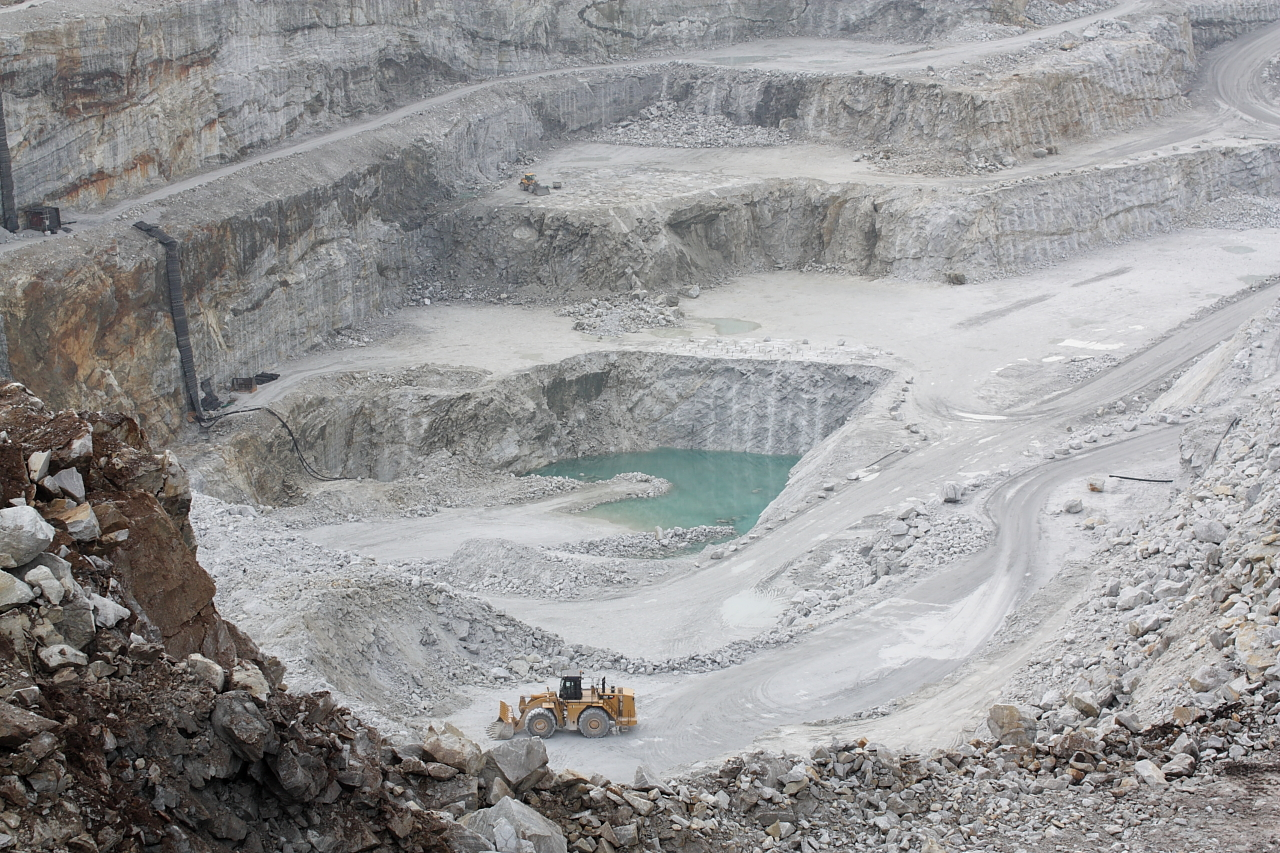
مقلع حجر جير في النرويج

يحصل على أكسيد الكالسيوم (CaO) بفضل عملية تسمى التكليس، والتي تتمثل في تعريض معادن كالسيت أو أراجونيت (صيغته الكيميائية CaCO3) أو حتى أحجار جيرية إلى درجة حرارة تقدر بتسعمائة درجة.

### التكليس
CaCO3 → CaO + CO2
في هذا التفاعل، العنصر CaCO3 هو على شكل معدن، بينما العنصر CaO هو صلب، أما العنصر CO2 (ثنائي أكسيد الكربون) فهو على شكل غاز.